# Jeżyca
Jeżyca, acyfylla (Aciphylla) – rodzaj roślin z rodziny selerowatych (Apiaceae). Obejmuje 45 gatunków występujących głównie na Nowej Zelandii, poza tym kilka rośnie w Australii. Niektóre gatunki uprawiane jako rośliny ozdobne.

## Morfologia
Zimotrwałe byliny z tęgim korzeniem palowym. Liście trójdzielne lub pierzaste, często o listkach sztywnych i kłujących. Kwiaty jednopłciowe (rośliny zwykle dwupienne) zebrane w baldachy złożone.

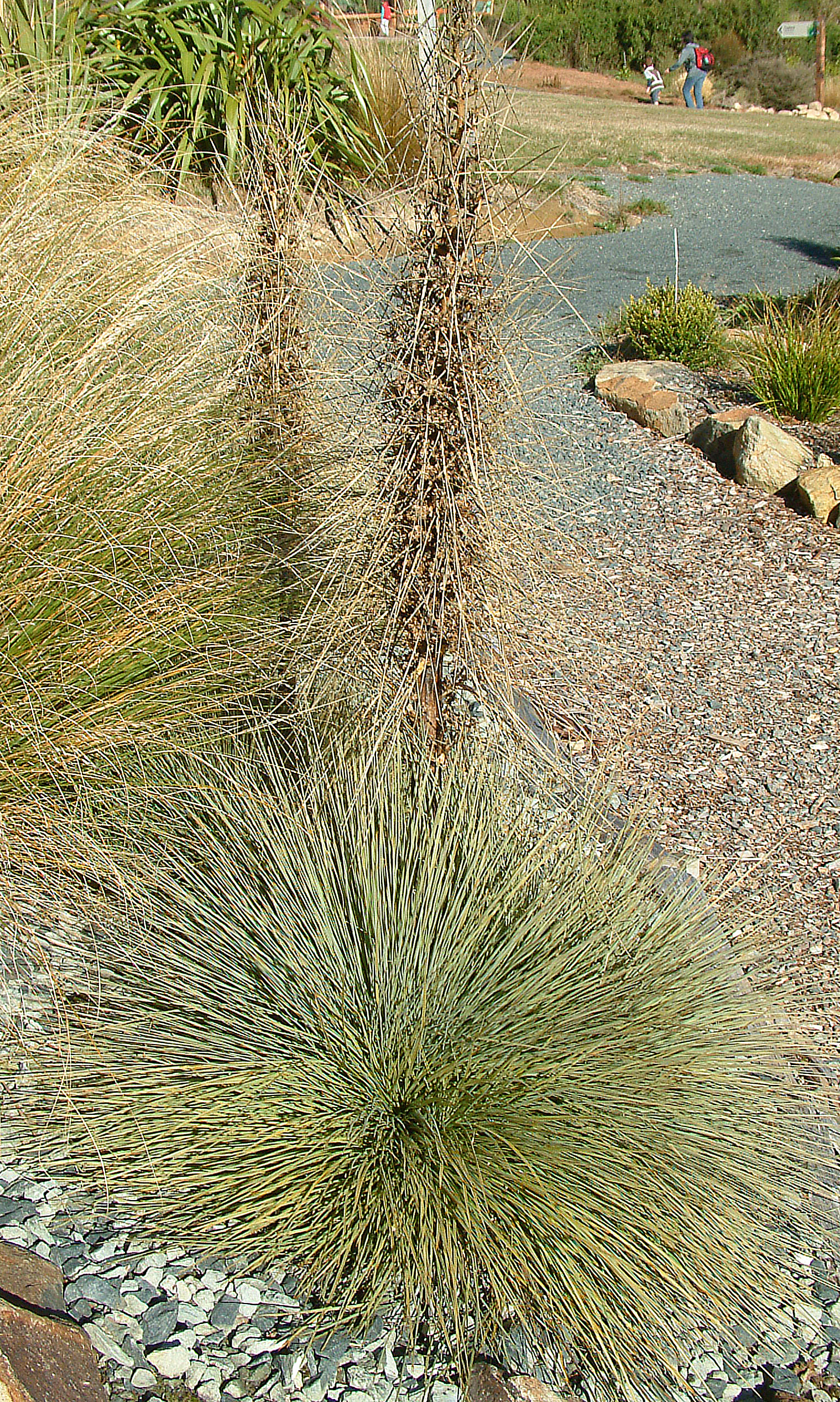
Aciphylla glaucescens

## Systematyka
Pozycja według APweb (aktualizowany system APG III z 2009)
Przedstawiciel podrodziny Apioideae w obrębie rodziny selerowatych (Apiaceae) należącej do rzędu selerowców (Apiales) reprezentującego dwuliścienne właściwe.
Wykaz gatunków
- Aciphylla anomala Allan
- Aciphylla aurea W.R.B.Oliv. – jeżyca złota
- Aciphylla colensoi Hook.f.
- Aciphylla congesta Cheeseman
- Aciphylla crenulata J.B.Armstr.
- Aciphylla crosby-smithii Petrie
- Aciphylla cuthbertiana Petrie
- Aciphylla dieffenbachii (F.Muell.) Kirk
- Aciphylla dissecta (Kirk) W.R.B.Oliv.
- Aciphylla divisa Cheeseman
- Aciphylla dobsonii Hook.f.
- Aciphylla ferox W.R.B.Oliv.
- Aciphylla flexuosa W.R.B.Oliv.
- Aciphylla glacialis (F.Muell.) Benth.
- Aciphylla glaucescens W.R.B.Oliv.
- Aciphylla gracilis W.R.B.Oliv.
- Aciphylla hectori Buchanan
- Aciphylla hookeri Kirk
- Aciphylla horrida W.R.B.Oliv. – jeżyca okropna
- Aciphylla indurata Cheeseman
- Aciphylla inermis W.R.B.Oliv.
- Aciphylla kirkii Buchanan
- Aciphylla latibracteata W.R.B.Oliv.
- Aciphylla lecomtei J.W.Dawson
- Aciphylla leighii Allan
- Aciphylla lyallii Hook.f. – jeżyca Lyalla
- Aciphylla monroi Hook.f. – jeżyca Monroego
- Aciphylla montana J.B.Armstr.
- Aciphylla multisecta Cheeseman
- Aciphylla pinnatifida Petrie
- Aciphylla polita (Kirk) Cheeseman
- Aciphylla poppelwellii Petrie
- Aciphylla scott-thomsonii Cockayne & Allan
- Aciphylla similis Cheeseman
- Aciphylla simplex Petrie – jeżyca całolistna
- Aciphylla simplicifolia (F.Muell.) Benth.
- Aciphylla spedenii Cheeseman
- Aciphylla squarrosa J.R.Forst. & G.Forst. – jeżyca szorstka
- Aciphylla stannensis J.W.Dawson
- Aciphylla subflabellata W.R.B.Oliv.
- Aciphylla takahea W.R.B.Oliv.
- Aciphylla traillii Kirk
- Aciphylla traversii (F.Muell.) Hook.f.
- Aciphylla trifoliolata Petrie
- Aciphylla verticillata W.R.B.Oliv.